# De jure
De jure är en latinsk fras som betyder "av rätt", numera ofta i betydelsen enligt lagen eller rättsenligt. De jure (rättsligt) används vanligen som motsats till de facto (faktiskt) som syftar på de faktiska/verkliga förhållandena. Detta något man skulle kunna beskriva som "hur det ska vara" eller "hur det borde vara".
I redovisningar av folkmängd vid folkräkningar brukar termerna de jure och de facto ofta användas, där de jure syftar på folkbokförd befolkning medan de facto syftar på den vid tidpunkten närvarande befolkningen.